# Aleksiej Obmoczajew
Aleksiej Aleksandrowicz Obmoczajew (rus. Алексей Александрович Обмочаев, ur. 22 maja 1989 w Kisłowodzku) – rosyjski siatkarz, reprezentant kraju grający na pozycji libero. Mistrz olimpijski 2012. Od sezonu 2020/2021 występuje w drużynie Kuzbass Kemerowo.
Po sezonie 2012/13 został zdyskwalifikowany na dwa lata przez Rosyjski Związek Piłki Siatkowej. Mimo iż siatkarz podpisał w czerwcu 2013 kontrakt z Dinamo Moskwa sezon 2013/14 miał spędzić w drugiej drużynie Zienitu Kazań. Powodem było naruszenie regulaminu podczas fazy play-off rosyjskiej Superligi. W sierpniu okazało się, że kara nie dotknie zawodnika i będzie bronił barw drużyny z Moskwy w sezonie 2013/2014. Wcześniej w 2011 Obmoczajew został już ukarany za pijaństwo podczas zgrupowań kadry w 2010 i 2011, ale kara została zawieszona warunkowo na 2 lata.

## Życie prywatne
Był mężem Natalii Gonczarowej, rosyjskiej siatkarki, atakującej Dinama Moskwa. Rozstali się w lutym 2016 roku.

## Sukcesy klubowe
Puchar Rosji:
- 2007

Mistrzostwo Rosji:
- 2009, 2011, 2012
- 2016
- 2008, 2013, 2015

Superpuchar Rosji:
- 2010, 2011, 2012

Liga Mistrzów:
- 2012
- 2011
- 2013

Klubowe Mistrzostwa Świata:
- 2011

Puchar CEV:
- 2015, 2018

Puchar Challenge:
- 2019

## Sukcesy reprezentacyjne
Mistrzostwa Europy Juniorów:
- 2008

Letnia Uniwersjada:
- 2011

Liga Światowa:
- 2011

Puchar Świata:
- 2011

Igrzyska Olimpijskie:
- 2012

## Nagrody indywidualne
- 2008: Najlepszy libero i przyjmujący Mistrzostw Europy Juniorów
- 2012: Najlepszy libero Ligi Mistrzów

## Odznaczenia
- Order Przyjaźni (13 sierpnia 2012) – za wielki wkład w rozwój kultury fizycznej i sportu, wysokie osiągnięcia sportowe na zawodach XXX Olimpiady 2012 roku w mieście Londynie (Wielka Brytania)[3]
- Tytuł Zasłużonego Mistrza Sportu (2012)